# Rosa Menkman

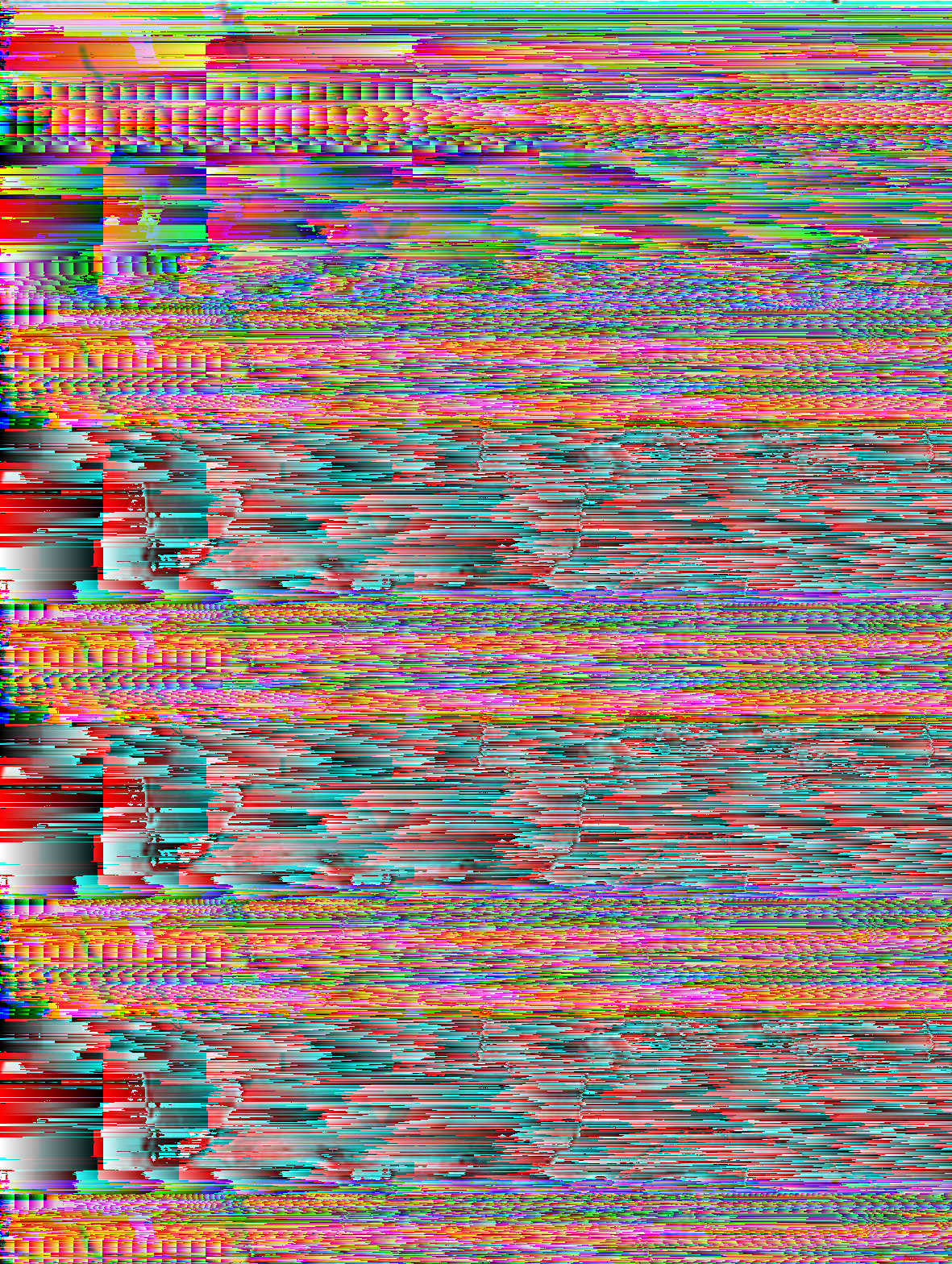
Rosa Menkman: Voorbeeld van Glitch Art, 2011

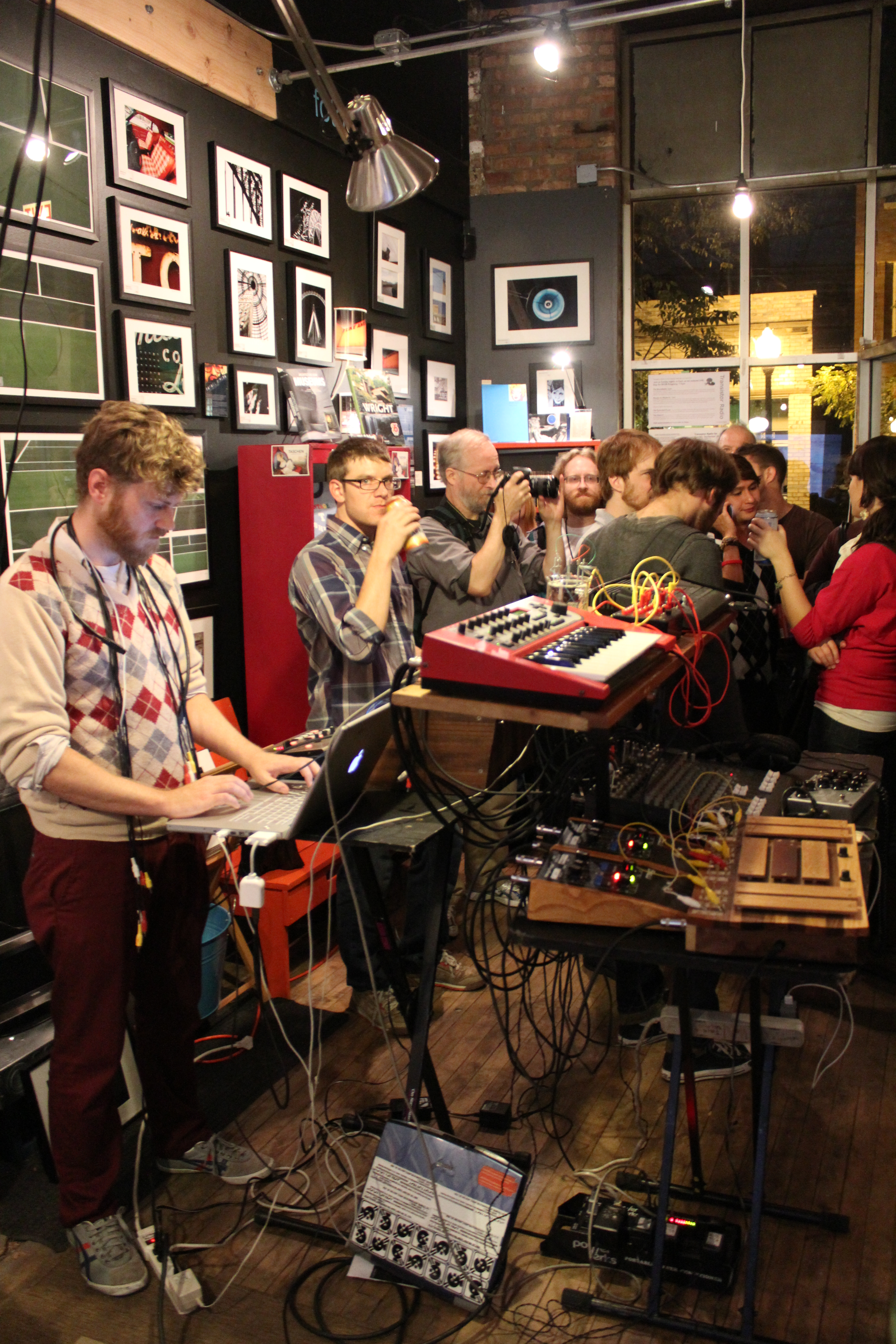
GLI.TC/H festival in Chicago, 2010

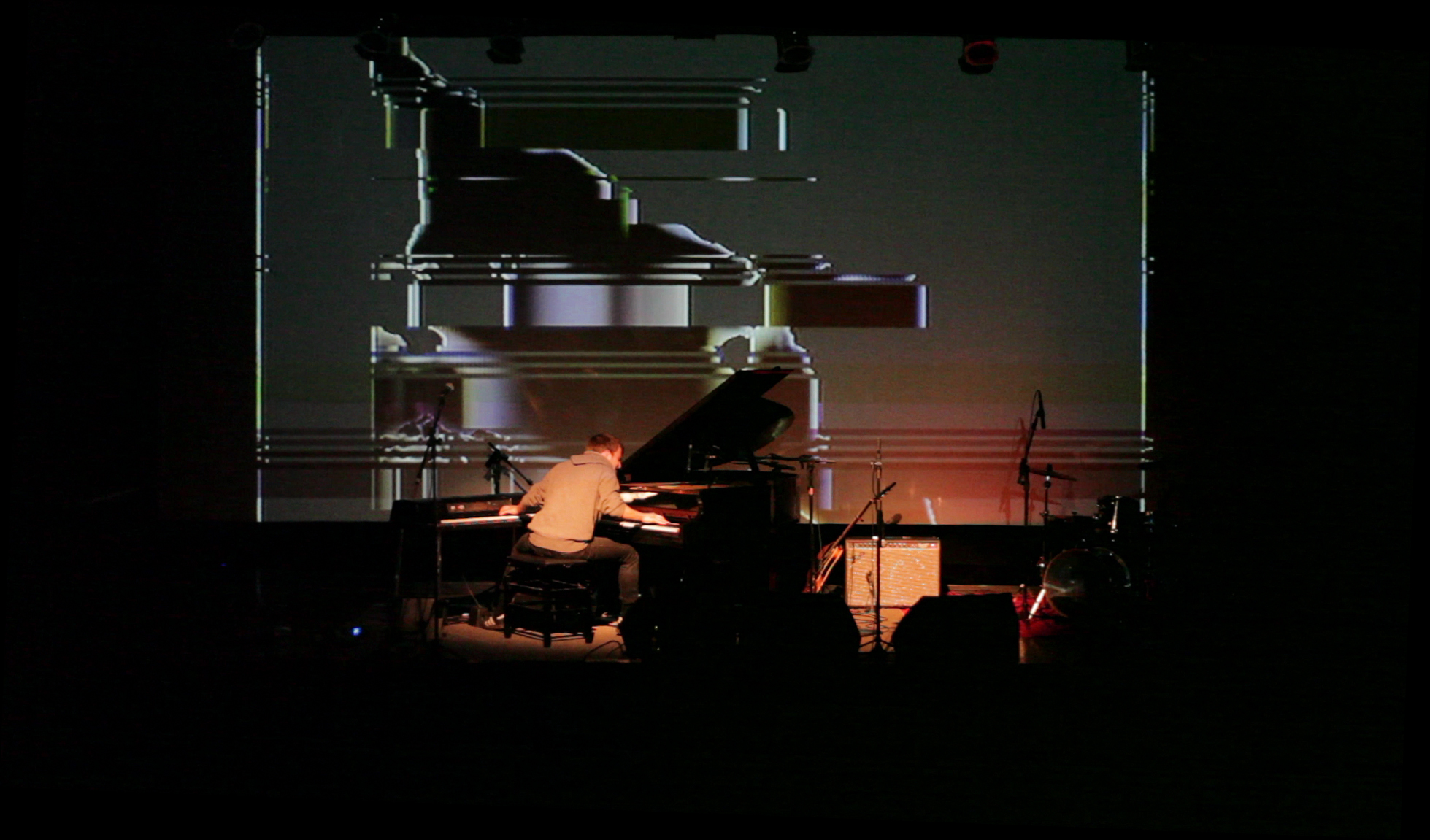
Rosa Menkman visuals bij een concert van Nils Frahm, Nova Festival in Sao Paolo, Brazilië, 2012

Rosa Menkman (Arnhem, 3 april 1983) is een Nederlandse curator, kunstenares die gespecialiseerd is in glitchkunst (visuele artefacten door fouten in analoge en digitale media) en kunsttheoretica.

## Studie
Rosa Menkman volgde een studie Master of Arts (New Media, 2006) en vervolgens een Research Master of Arts (Media Studies, 2009) aan de Universiteit van Amsterdam. Tijdens haar opleiding maakte ze kennis met het werk van Jodi, een Belgisch-Nederlands kunstenaarsduo dat de zwakke punten van digitale technologie uitbuit in hun werk. Menkman schreef een masterscriptie over Jodi's project UNTITLED GAME, een artistieke mod van de computergame Quake. In oktober 2009 begon ze aan een PhD bij het Goldsmiths College in Londen.

## Glitchkunst
Na het schrijven van haar masterscriptie ging Menkman breder onderzoek doen naar kunstenaars die instabiliteiten en fouten in software zoals in compressie en televisietechnieken gebruiken als basis voor visueel werk. Het werken met fouten in software als basis voor muziek was al beschreven als glitch door onder anderen de Amerikaanse muzikant Kim Cascone. Menkman verruimde de term glitch door hem ook voor beeldende kunst te gebruiken.
Ze beschreef onder meer de geschiedenis van glitch in kunst. Deze manier van werken kwam al voor op celluloid bij Len Lye, in de videokunst van Nam June Paik, en in de internetkunst van Cory Arcangel. Daarnaast beschreef ze de verschillende softwarebugs die voor glitch gebruikt worden, en het werk van verschillende hedendaagse glitchkunstenaars. Menkman wordt zelf als glitchtheoretica aangehaald in verschillende wetenschappelijke publicaties.

### The Glitch Moment(um) en het Glitch Studies Manifesto
In 2011 werd Menkmans onderzoek aan de Universiteit van Amsterdam naar deze kunstvorm, onder de titel The Glitch Moment(um) uitgegeven door het Institute for Network Cultures. Ze publiceerde ook een manifest over glitch: het Glitch Studies Manifesto. Dit manifest werd door het Virtueel Platform, toenmalig platforminstituut voor e-cultuur, bekroond als best practice.

### GLI.TC/H festival
De verschijning van The Glitch Moment(um) viel samen met het GLI.TC/H festival, dat Menkman samen met de Amerikaanse kunstenaars Nick Briz en Jon Satrom organiseerde. Na het eerste GLI.TC/H festival in 2010 (Chicago) volgden nog een tweede en derde GLI.TC/H editie in 2011 (Chicago, Amsterdam, Birmingham) en 2012 (Chicago).

## Werk (selectie)
- Radio Dada (2010), video ontstaan via feedbackloop. Samenwerking met muzikant Extraboy.[9]
- The Collapse of PAL (2010), videoperformance, een hommage aan Phase Alternating Line of PAL, een standaard voor analoge televisie-uitzendingen.[10]

## Tentoonstellingen (selectie)
Menkman heeft een aantal internationale tentoonstellingen samengesteld. Daarnaast treedt zij regelmatig op als moderator op symposia en als visueel performer en VJ op festivals in binnen- en buitenland. Haar eigen werk werd onder meer tentoongesteld op de volgende plaatsen:
- Utrecht, 2011, solotentoonstelling A Vernacular of File Formats tijdens het Nederlands Film Festival
- Wenen, 2011, solotentoonstelling Collapse of PAL, Quartier 21
- Brescia, 2011, solotentoonstelling Order and Progress, Gallery Fabio Paris
- Lodz, 2010, solotentoonstelling The Tipping Point of Failure, Galeria NT